# Adstrat
Der Begriff Adstrat (von lateinisch ad „(her)an“, „(hin)zu“, „(her/da)bei“ und lateinisch stratum „Schicht“) bezeichnet ein Phänomen, welches durch historischen Sprachkontakt entsteht. Unter Adstratwirkung versteht man wechselseitige sprachlich-kulturelle Einflüsse, die auch als Kulturkontakt definiert werden können. Adstrat meint die Beeinflussung durch eine andere Sprache infolge lange währender Nachbarschaft.
Im Gegensatz zum Adstrat haben die Bezeichnungen Substrat („Unterschicht“) und Superstrat („Überschicht“), die auch in der Kreolistik verwendet werden, eine etwas negative Konnotation, weil sie implizieren, dass irgendeine Sprache eine andere unterwirft und diese Sprache dann untergeht. Die beiden Letzteren werden mit Eroberung in Verbindung gebracht. Vor diesem Hintergrund wurde als neutrale Begriffsalternative Adstrat geprägt.